# BBC Radio 5 Live
BBC Radio 5 Live — британская национальная радиостанция, управляемая и принадлежащая BBC. Транслирует новости, спорт, интервью. Является ключевой станцией BBC, транслирующей ключевые спортивные события в Великобритании и с участием её спортсменом.
Была запущена в марте 1994 года взамен BBC Radio 5 . Вещает на AM на средних волнах 693 и 909 кГц и в цифровом формате через Digital Audio Broadcasting, цифровое телевидение и сервис BBC Sounds. Радиостанция расположена в MediaCityUK в Солфорде..

## История
Успех Radio 4 News FM во время первой войны в Персидском заливе в 1991 г. побудил корпорацию запустить службу текущих новостей. Первоначально планировалось транслировать её на длинноволновой частоте BBC Radio 4; но это встретило значительную оппозицию внутри BBC и вне её, из-за чего было решено закрыть BBC Radio 5 и заменить транслировавшиеся на её волнах образовательные и детские программы новой службой новостей, сохранив при этом спортивные программы. Начало свою круглосуточную работу в 5 утра в понедельник 28 марта 1994 года. The Times описала запуск как «плавное и уверенное перетекание в рутину информативного подшучивания» and The Scotsman as «professionalism at its slickest».
Тон канала, привлекательный и более расслабленный, чем современные материалы BBC, был ключом к успеху канала и стал образцом для других служб BBC News в конце десятилетия. Первая аудитория составила около 4 миллионов, а рекордная — 6,25 миллиона. Среди ключевых сотрудников редакции, участвовавших в разработке форматов программ и наборе персонала для новой станции, были Сара Натан, позже редактор новостей Channel 4, и Тим Лакхерст, позже редактор газеты The Scotsman и профессор журналистики в Кентском университете.

Логотип с 2000 по 2007 год.

В 2000 году станция была переименована и получила новый логотип. 2 февраля 2002 г. была запущена сопутствующая станция BBC Radio 5 Live Sports Extra в качестве услуги только в цифровом формате, чтобы дополнить спектр спортивных программ и избежать столкновений; ранее использовались местные радиостанции BBC и длинноволновая частота BBC Radio 4. За этот период Five Live получила несколько наград, в том числе пять премий Sony Awards в 2005 году; единственная золотая награда была присуждена за освещение азиатского цунами 2004 года в категории News Story Award наряду с ещё четырьмя серебряными наградами и шестью номинациями. Станция также начала расширять свои границы с публикацией ежегодника Radio Five Live Sporting.В августе 2007 года BBC Radio 5 Live получила новый логотип, соответствующий остальной части сети BBC Radio, и новый дизайн фона с диагональными параллельными линиями.

Логотип станции с 2007 по 2022 год.

В 2008 году было объявлено о переезде станции в MediaCityUK в Солфорде.
В 2015 г. согласно отчётам BBC аудитория радиостанция была менее 6 млн чел.
В отчётах за 2017/2018 год станция занимала четвёртое месте по стоимости на пользователя среди всей радиопродукции BBC, её затраты выросли с 2,3 пенсов в час до 2,5 пенсов в час, что было сопоставимо с 1Xtra. Индекс признательности аудитории не увеличился и остался на уровне 79,9; а средняя продолжительность времени прослушивания упала с 06:41 до 06:34 (четвертое самое низкое падение среди всех радиостанций BBC).

## Вещание
BBC Radio 5 Live вещает в AM на средних частотах волн 693 и 909 кГц по стране, с частотой 990 кГц, используемой в заливе Кардиган в западном Уэльсе; эти частоты использовались старым BBC Radio 5, которое, в свою очередь, переняло частоты у BBC Radio 2. Радиостанция является единственной в семействе BBC Radio, которая не является ни чисто цифровой (например, 1Xtra, Radio 4 Extra и 6 Music) и не транслируются в аналоговом формате на FM. Однако она транслируется в стереофоническом режиме на частотах FM и DAB на частотах местного радио BBC в ночное время, обычно с 1 часа ночи до тех пор, пока местное радио BBC не начнет утренние передачи, обычно с 5 часов утра. BBC Radio 5 Live также транслируется на BBC Radio Cymru в стереофоническом режиме с полуночи до 5:30, на BBC Radio Scotland с 1:00 до 6:00 и на BBC Radio Ulster с полуночи до 6:30. Помимо выхода на AM, станция также вещает в цифровом монофоническом режиме на цифровом радио DAB и на телевидении через спутниковые службы, такие как Sky, кабельные службы, такие как Virgin Media, службы DTT, такие как Freeview, Freesat, и через IPTV. Станция также транслирует программы в прямом эфире через BBC Sounds, что позволяет воспроизводить программы в течение месяца после исходной трансляции. Услуга также доступна на интернет-сайте Radioplayer, частично управляемом BBC.
В течение многих лет станция работала с четырёх этажей в Центре новостей в телецентре BBC, из-за тесных связей между станцией и BBC News и совместного расположения с BBC Sport. Однако в рамках плана корпорации по продаже телецентра в 2008 году было принято решение перенести BBC Radio 5 Live в новый центр вещания в MediaCityUK. Сам переезд начался в сентябре 2011 года и занял два месяца. Новые студии занимают один этаж в Quay House, две студии достаточно большие для нескольких гостей и отдельную студия для больших групп. Станция по-прежнему имеет студийное присутствие в Лондоне, а Studio 51A в BBC Broadcasting House в Лондоне используется для программ и интервью, сделанных в Лондоне для станции.

## Руководители
- Роджер Моузи (1997—1999)
- Боб Шеннан (2000—2007)
- Адриан ван Клаверен (2008—2012)
- Джонатан Уолл (2013—2019)
- Хайди Доусон (2019—)